# Uitgeverij Talent
Uitgeverij Talent was een uitgeverij van strips actief op de Nederlandstalige markt.

## Geschiedenis
De uitgeverij werd in de vroege jaren 90 opgericht door Ronny Matton om in de eerste plaats zijn eigen projecten uit te geven, zoals Bezette Stad en Kroniek der Guldensporenslag. Later begon Talent ook meer en meer strips uit te geven van Franse uitgeverijen, in het bijzonder van Soleil.
In de loop der jaren richtte Talent tal van collecties op, zoals Collectie 500, Vinci, Lava, Blitz Millennium en Carré. Daarnaast werd ook uitgeverij Toog opgericht. Deze was het resultaat van een ontmoeting tussen Matton en de uitgever Oog & Blik. Het idee was om onder dit label samen strips uit te geven, maar nog voor de eerste strips op de markt kwamen trok Oog & Blik zich terug, zodat Toog eigenlijk gewoon een ander label onder Talent werd.
Talent stond niet enkel bekend om zijn snelle uitgavetempo, maar ook om zijn voorkeur om nieuwe reeksen te starten in plaats van reeds gestarte reeksen voort te zetten. Vaak werden reeksen gelanceerd met meerdere delen tegelijk om dan nadien nooit vervolgd te worden, ook al gingen deze reeksen in het buitenland gewoon door.
Om uit de kosten te raken, probeerde Talent diverse titels een voor een af te stoten en in te hoge oplage gedrukte strips tegen dumpprijzen aan te bieden via tal van kanalen. In het begin gebeurde dit sporadisch, maar naar het einde toe werd een groot deel van de oplage systematisch gedumpt kort na verschijning. Hierdoor had Talent zijn eigen markt ondergraven. Striplezers hoefden immers de strips nooit aan volle prijs te kopen, ze waren meteen voor een prikje te vinden.
In januari 2007 gaf Talent zijn laatste strips uit. Er waren reeds geruime tijd financiële problemen en de relaties met veel drukkers verslechterden door wanbetaling. In Zozolala (editie 155, september 2007) verontschuldigde Ronny Matton zich namens de uitgeverij aan zijn lezers.
Gerelateerde uitgeverijen Oranje, Farao en Blitz, waar Ronny Matton ook actief was in de jaren 80 en 90, gingen eerder reeds failliet.
In 2017 werd Talent overgenomen door de nieuwe Britse firma Talent International Ltd. Deze uitgeverij geeft strips uit in het Nederlands, Engels en Duits. 

## Bekende reeksen
De bekendste reeksen uitgegeven door Talent waren Lanfeust van Troy en Trollen van Troy. Sinds de ondergang van Talent, zijn tal van reeksen weer opgepikt door andere uitgeverijen zoals Uitgeverij L, Daedalus en Saga.
Een overzicht van nog onvertaalde Franse uitgaven die bij Talent zouden verschijnen is op de stripdatabank te vinden. Het faillissement van Talent leverde bij veel stripliefhebbers gemengde gevoelens op. Enerzijds werd de uitgeverij geroemd om zijn uitgaven, anderzijds bekritiseerd om zijn dumpingpraktijken.